# Minima distanza all'intersezione dell'orbita

L'asteroide (4953) 1990 MU, con un MOID di 0,0276 UA, è classificato come potenzialmente pericoloso.

La minima distanza all'intersezione orbitale (in inglese: Minimum Orbital Intersection Distance), comunemente indicata attraverso l'acronimo MOID, è una misura utilizzata in astronomia per valutare il rischio di collisione tra due oggetti astronomici. È definita come la distanza tra i due punti più vicini delle orbite osculanti dei due corpi in esame. Generalmente è calcolata per un corpo minore rispetto ad un pianeta, come la minima distanza all'intersezione dell'orbita del pianeta. Un corpo celeste può avere piccole MOID con più corpi, in tali casi viene riportata, usualmente solo quella più piccola.

## Intersezione con l'orbita terrestre
Di particolare interesse è il rischio di una collisione con la Terra. Per un qualsiasi corpo celeste, la minima distanza all'intersezione dell'orbita della Terra è detta "Earth MOID", secondo l'uso inglese di far precedere il nome aggettivato al sostantivo cui si riferisce. Tale parametro è spesso riportato nelle banche dati di asteroidi e comete, come lo Small-body Database del Jet Propulsion Laboratory. Tuttavia il MOID può essere calcolato rispetto a qualunque altro corpo: ad esempio è chiamato "Jupiter MOID" se calcolato rispetto a Giove, "Venus MOID" se calcolato rispetto a Venere, ecc.
Un oggetto è classificato come potenzialmente pericoloso (Potentially Hazardous Object, PHO) - sottinteso per la Terra - se, tra le altre condizioni, presenta un Earth MOID inferiore a 0,05 UA. Se calcolati rispetto a corpi celesti più massicci della Terra, anche valori superiori del relativo MOID possono risultare pericolosi. Nel caso di Giove, sono significativi anche oggetti che presentano Jupiter MOID di poco inferiori all'unità astronomica.
Un basso valore della minima distanza all'intersezione delle orbite non implica che la collisione tra i due oggetti sia inevitabile. Infatti, affinché ciò si verifichi, è necessario anche che essi si trovino contemporaneamente nei punti delle rispettive orbite che corrispondono alla distanza minima. Il che è destinato ad avvenire in un più o meno lontano futuro a meno che i due corpi non siano bloccati in una risonanza orbitale o l'orbita del corpo minore non sia disturbata dalle azioni gravitazionali degli altri pianeti.
L'inaccuratezza nelle previsioni aumenta andando molto avanti nel tempo, soprattutto per la possibilità di incontri ravvicinati tra l'oggetto ed un pianeta. Uno dei vantaggi derivanti dall'uso del MOID è che è ottenuto direttamente dagli elementi orbitali del corpo celeste e non è richiesta alcuna proiezione nel futuro. La sua conoscenza, pertanto, permette di avere una fotografia del rischio attuale dell'impatto.
L'asteroide 99942 Apophis, che aveva raggiunto il valore 4 nella scala Torino ed in seguito declassato, presentava un Earth MOID di 0,00017 UA. Tale valore non rappresenta il minimo Earth MOID finora registrato; numerosi altri oggetti sono caratterizzati da valori inferiori, ma non sono classificati come oggetti potenzialmente pericolosi (PHO) perché di dimensioni tali che, qualora fossero effettivamente in rotta di collisione con il nostro pianeta, non costituirebbero un reale pericolo in quanto brucerebbero gran parte della loro massa nell'attraversamento dell'atmosfera.
Per confronto, l'unico oggetto rilevato precedentemente all'impatto sulla Terra, il meteoroide 2008 TC3 possedeva il più basso Earth MOID calcolato per un asteroide Apollo, pari a 0,0000078 UA (1166,863 km), un valore molto inferiore al raggio della Terra (6300 km ca.).